# ダイミョウサギ
ダイミョウサギ（大名鷺、Gerres japonicus）は、クロサギ科に分類される魚の一種。

## 名称
別名アマギ。各地によって呼び名がちがい、三重県尾鷲ではドテムツ、和歌山県串本市ではムギメシ、愛媛県愛南町ではバラケ、鹿児島県南さつま市笠沙ではアメなどの呼びかたがある。

## 分布
琉球列島を除く、房総半島、佐渡島以南の南日本からインド洋から西太平洋に分布する。

## 生態
大阪湾以南の温暖な海水域または汽水域の砂底に生息している。クロサギ科の仲間は似た種類が多く、ダイミョウサギはクロサギと似ていて見分けがあまりつかない。海底に生息するゴカイなど、小動物や藻類を捕食する。

## 特徴
体長は25センチメートル前後。全体に銀灰色、非常に目が大きく、さわると鱗がザラザラする。口は下方に伸びて筒状になる。
クロサギとは尾鰭で見分けることができる。クロサギは、尾鰭のくり込みが深く、尾鰭自体も細いのに対し、ダイミョウサギは、尾鰭のくり込みが淺く、尾鰭自体も太く鈍い。

## 料理
- 生食
  - 刺身
  - 寿司
- 焼いたもの
  - 塩焼き
  - ムニエル
- その他
  - 魚汁 (味噌汁)
  - 煮付け
  - フライ[2]